# Адриан V
Адриан V (лат. Hadrianus PP. V, в миру — Оттобоне Фиески, граф Лаваньи, итал. Ottobono Fieschi dei Conti di Lavagna; ок. 1205 — 18 августа 1276) — папа римский с 11 июля по 18 августа 1276 года. Его не успели посвятить ни в епископы, ни даже в священники, поэтому формально он не был римским епископом; тем не менее, считается законным папой.

## Биография
Оттобоне принадлежал к купеческой семье Лигурии, Фьески, графов Лаваньи.
Свою первую значимую должность он занял в 1243 году, когда стал папским капелланом. Впоследствии он получил несколько бенефициев, став архидиаконом в Болонье (1244) и Парме (1244/1248-1255), каноником и деканом кафедрального собора в Реймсе (1243—1250), каноником и деканом собора в Пьяченце (ок. 1247) и каноником кафедрального собора в Париже (1244/1245-1270). В декабре 1251 года он был произведен в кардиналы-дьяконы с титулярной диаконией Сант-Адриана своим дядей, папой Иннокентием IV. В мае 1259 назначен архипресвитером папской Либерийской базилики.
Оттобоне был послан в Англию в 1265 году папой Климентом IV в качестве посредника между королём Генрихом III и его баронами, а также чтобы проповедовать идею крестовых походов. Он оставался там в течение нескольких лет как папский легат. Его дипломатический статус был таков, что его имя было отмечено в самой старой сохранившейся части английского статутного права, «Статуте Мальборо» 1267 года, где упомянут «Оттобон, в то время легат в Англии». В апреле 1268 года он издал ряд канонов, которые лежали в основе церковного права в Англии вплоть до Реформации XVI века.
Оттобоне даже стал дальним родственником Генриха III — его сестра вышла замуж за Томаса II Савойского, который был двоюродным братом жены Генриха, Элеоноры Прованской.
Под влиянием Карла Анжуйского Оттобоне был избран папой римским, но умер в Витербо 18 августа 1276 года от болезни, так и не будучи посвященным в сан. Он похоронен в церкви Сан-Франческо-алла-Рокка в Витербо. Адриан V был третьим папой в «Год четырёх пап» — 1276-й.
Адриан аннулировал буллу Григория X о проведении папских конклавов, но умер прежде, чем принял новые нормативные акты.
В «Божественной комедии» Данте встречает дух Адриана в Чистилище, в круге скупцов, где Адриан искупает свой грех мирских амбиций («Чистилище» XIX, 88-145).